# 最轻量级
最轻量级（英語：Minimumweight），或称为草量级（strawweight）、迷你蝇量级（mini flyweight），是搏击运动的重量级别之一。

## 拳击
拳击运动中最轻量级的划分标准为体重不超过105磅（48公斤）。这一级别出现于1968年夏季奥林匹克运动会，名为“次蝇量级”（非职业拳击中的次蝇量级）。不过最初并未被主要职业拳击组织采纳。1987年6月，韩国拳手李景裕成为国际拳击联合会（IBF）该级别的拳王，也是最轻量级首位世界拳王。此后，世界拳击理事会（WBC）、世界拳击协会（WBA）、世界拳击组织（WBO）先后于1987年10月、1988年1月、1989年8月承认了这一级别。

### 现任最轻量级世界拳王
| 组织 | 日期           | 拳王                    | 战绩           | 卫冕次数 |
| ---- | -------------- | ----------------------- | -------------- | -------- |
| WBA  | 2016年6月19日  | Knockout CP Freshmart   | 23-0 (9 KO)    | 10       |
| WBC  | 2020年11月27日 | Petchmanee CP Freshmart | 38–1 (23 KO)   | 1        |
| IBF  | 2021年2月27日  | Rene Mark Cuarto        | 20–2–2 (11 KO) | 0        |
| WBO  | 2021年12月14日 | 谷口将隆                | 15–3 (10 KO)   | 0        |

## 踢拳
根据国际踢拳联合会规定，职业与业余踢拳的草量级划分标准为108.1磅（49.09公斤）。

## 综合格斗
在综合格斗中，草量级为115磅（52公斤）以下，一般由女选手参加。